# إيلي كاليل
إيلي كاليل (بالإنجليزية: Ely Calil)‏ (8 ديسمبر 1945 - 28 مايو 2018) رجل أعمال لبناني يحمل الجنسية البريطانية، كان واحدًا من أغنى الرجال في بريطانيا، وقدرت مجلة ذا صنداي تايمز ثروته في عام 2010 بحوالي 350 مليون جنيه إسترليني.

## نشأته
كان أجداده في عشرينيات وثلاثينيات القرن العشرين يقيموا في منزل عائلي لهم في تركيا بعد مغادرتهم لبنان، ثم عادوا إلى لبنان بعد سياسات أتاتورك ضد المسيحيين، قبل ولادته أنشأت عائلته مطحنة نفطية لصناعة الفول السوداني في لبنان في عام 1941، وهاجرت العائلة إلى مدينة كانو في نيجيريا حيث افتتح والده أعماله ومشاريعه هناك حيث عمل بتجارة الفول السوداني، وولد إيلي في مدينة كانو في 8 ديسمبر 1945، وتوفي والده رجل الأعمال جورج خليل في عام 1970، تاركًا وراءه اثنين من الأبناء: إيلي وبرنارد، وقيل إنه ورث عن أبيه ما يُقدر بـ 20 مليون جنيه إسترليني. 

## مزاعم
في عام 2002 تم إلقاء القبض عليه في باريس فيما يتعلق بفضيحة إلف آكيتاين، لكن تم إطلاق سراحه في الاستئناف.
وفي عام 2004 زُعم أنه شارك في الانقلاب الفاشل في غينيا الاستوائية، وهو مطلوب للمحاكمة حالياً في غينيا الاستوائية وجنوب إفريقيا. وفي سبتمبر 2004 تم مقاضاته من قبل حكومة غينيا الاستوائية بزعم أنه جمع 750 ألف دولار لتمويل هذه المؤامرة.

## حياته الشخصية
إيلي كاليل أب لستة أبناء بمن فيهم الممثل جورج كاليل. تزوج إيلي ثلاث مرات، فكانت زوجته الأولى وريثة شركة تينيسي للتبغ تٌدعى فرانسيس كوندرون، فتزوجها في كنيسة الروم الكاثوليك في مي فير عام 1972، وأنجب منها طفلين هما جورج وكاثرين. ثم تزوج زوجته الثانية، وهي الناشطة الاجتماعية اللبنانية حياة إيما مروة وأنجب منها طفلين أيضًا هما كريم وماي، ولكن انفصل عنها في عام 1985، وبعد ذلك تزوجت اللورد بالومبو، ثم أنجب إيلي كاليل ابنه ستيفان من علاقة غير شرعية مع نور بيرول. ثم تزوج زوجته الثالثة هي الهندية رينوكا جاين، التي أنجبت له ابنته ياسمين، ثم انفصلا أيضًا. 
وفي عام 2006 باع منزله في تشيلسي مقابل حوالي 45 مليون جنيه إسترليني لرجل الأعمال أنتوني بامفورد، ثم عاش في قصر مستأجر بقيمة 15 مليون جنيه إسترليني في هامبستيد بلندن. يُعرف عنه أنه شخص منعزل عن الأجواء الإعلامية، ولم يقم بإجراء مقابلات مع الصحف ولم تلتقط الصحافة سوى صورة واحدة له على مدار أربعين عامًا. وفي عام 2008 استهدفت عصابة من اللصوص منزله في هامبستيد، لكن الشرطة قبضت عليهم وعادت ممتلكاته إليه. 
توفي في 28 مايو 2018 بعد سقوطه على الدرج.

## روابط خارجية
- مارك ثاتشر وسيمون مان، الانقلاب الأفريقي - مكتبة الجريمة